# Letteratura cinese (periodo antico)
La letteratura cinese antica comprende tutte le opere della letteratura cinese scritte prima dell'istituzione della dinastia Qin nel 221 a.C. Tra gli esempi più importanti vi sono i Quattro Libri e i Cinque Classici della tradizione neoconfuciana, che a loro volta rappresentano una sintesi dei Tredici Classici. I classici cinesi furono scritti in una forma di cinese scritto consapevolmente imitata dagli autori successivi, oggi nota come Cinese Classico. Un termine cinese comune per "classico" (經; 经; jīng) significa letteralmente "filo dell'ordito", in riferimento alle tecniche con cui i testi di questo periodo venivano rilegati in volumi.
I testi possono includere:
- shi (史, "storie" o "cronache storiche"),
- zi (子, "testi dei maestri"), trattati filosofici solitamente associati a un singolo autore e successivamente sistematizzati in scuole di pensiero, ma comprendenti anche opere su agricoltura, medicina, matematica, astronomia, divinazione, critica d'arte e altri scritti vari,
- ji (集, "opere letterarie"), oltre alla coltivazione del jing, ovvero l'"essenza" nella medicina cinese.

Durante le dinastie Ming e Qing, i Quattro Libri e i Cinque Classici erano oggetto di studio obbligatorio per gli studiosi confuciani che desideravano sostenere gli esami imperiali, indispensabili per diventare funzionari-sapienti. Ogni discussione politica era permeata di riferimenti a questa formazione, e non si poteva entrare a far parte della classe letterata — né, in alcuni periodi, diventare ufficiale militare — senza averli memorizzati. In genere, i bambini iniziavano imparando a memoria i caratteri cinesi del Classico dei Tre Caratteri e dei Cento Cognomi di Famiglia, per poi passare agli altri classici. L'élite alfabetizzata condivideva quindi una cultura e un insieme di valori comuni.

## Storia
La letteratura cinese vanta una storia millenaria che affonda le sue radici nelle prime forme di espressione scritta risalenti al II millennio a.C. In questo periodo, le iscrizioni su ossa oracolari e bronzi rituali rappresentano le prime testimonianze di scrittura, utilizzate principalmente per scopi divinatori e cerimoniali.
Con l'avvento della dinastia Zhou (circa 1046-256 a.C.), la produzione letteraria cinese iniziò a diversificarsi e ad arricchirsi. Durante il Periodo delle Primavere e degli Autunni (770-476 a.C.) e il successivo Periodo degli Stati Combattenti (475-221 a.C.), fiorirono numerose opere che avrebbero influenzato profondamente la cultura cinese.
Parallelamente alla tradizione confuciana, emersero testi fondamentali del taoismo, come il Dao De Jing (道德经) attribuito a Laozi, che esplora temi legati alla via (Dao) e alla virtù (De), offrendo una visione filosofica alternativa incentrata sull'armonia con la natura e il non-agire (wu wei).
Inoltre, durante il Periodo dei Regni Combattenti, si svilupparono le "Cento Scuole di Pensiero" (诸子百家, Zhūzǐ Bǎijiā), un'epoca di fervente attività intellettuale che vide la nascita di opere filosofiche e politiche di grande rilievo. Tra queste, spicca "L'Arte della Guerra" (孙子兵法, Sūnzǐ Bīngfǎ) di Sunzi, un trattato di strategia militare che ha influenzato non solo la tattica bellica, ma anche la gestione e la leadership in vari ambiti.

## Lista di testi

### Confucianesimo (儒家 - Rújiā)[4]
Il Confucianesimo è un sistema filosofico, etico e politico nato in Cina con gli insegnamenti di Confucio (551-479 a.C.). Fondato sulla moralità personale e sociale, il rispetto delle gerarchie e la pratica della rettitudine, il Confucianesimo ha influenzato profondamente la cultura cinese e dell'Asia orientale. Le sue idee sono state raccolte in numerosi testi classici, molti dei quali appartenenti alle "Cinque Classici" (五經, Wujing) e ai "Quattro Libri" (四書, Sishu).
I principali testi confuciani:
- Dialoghi (論語, 480 a.C.-350 a.C.), sono una raccolta di detti e conversazioni attribuite a Confucio e ai suoi discepoli. Composto durante il periodo delle Primavere e Autunni e dei Regni Combattenti, il testo è uno dei più importanti del Confucianesimo e rappresenta una guida per la condotta morale e il governo. Esso enfatizza concetti come la benevolenza (仁, rén), la rettitudine (義, yì) e la pietà filiale (孝, xiào).[5][6]
- Mèngzǐ (孟子) – Il Libro di Mencio (340 a.C.-250 a.C.), opera attribuita al filosofo Mencio (Mengzi, 372-289 a.C.), allievo della scuola confuciana. Il Mengzi approfondisce le idee di Confucio, sostenendo che la natura umana è intrinsecamente buona e che il governo dovrebbe basarsi sulla virtù e sul benessere del popolo. Critica la tirannia e promuove il concetto di mandato del Cielo (天命, tiānmìng).[7]
- Lǐjì (禮記) – Il Libro dei Riti, raccoglie norme cerimoniali e rituali della Cina antica, codificando il comportamento morale e le interazioni sociali secondo i principi confuciani. Attribuito a studiosi della dinastia Zhou, il testo include il "Grande Studio" (大學, Dàxué) e la "Dottrina del Mezzo" (中庸, Zhōngyōng), successivamente inclusi nei Quattro Libri.[8]
- Xúnzǐ (荀子) – Il Libro di Xunzi, Scritto dal filosofo Xunzi (荀子, ca. 310-235 a.C.), questo testo rappresenta una variante del pensiero confuciano, sostenendo che la natura umana è intrinsecamente egoista e che l'educazione e i riti sono necessari per disciplinarla. Xunzi influenzò il Legalismo e la teoria politica cinese.[9]
- Xiàojīng (孝經) – Il Classico della Pietà Filiale, è un breve trattato confuciano che sottolinea l'importanza della devozione ai genitori e agli anziani come base per la stabilità sociale e politica.[10]
- Shuōyuàn (說苑) – Giardino delle Parole, Opera compilata dallo studioso Liu Xiang (劉向, 77-6 a.C.) durante la dinastia Han occidentale, raccoglie aneddoti e storie morali basate su principi confuciani, taoisti e legisti.[11]
- Chūnqiū Fánlù (春秋繁露), testo attribuito a Dong Zhongshu (董仲舒, 179-104 a.C.), grande sostenitore del Confucianesimo come ideologia di Stato sotto la dinastia Han. Il libro collega il Confucianesimo alla cosmologia Yin-Yang e alla teoria del "Mandato del Cielo".[12]
- Hánshī Wàizhuàn (韓詩外傳) – Tradizione Esterna della Poesia di Han, Opera che fornisce interpretazioni confuciane della Poesia Classica (詩經, Shijing). Attribuita a studiosi della dinastia Han, il testo analizza il valore morale delle poesie antiche.[13]
- Dà Dài Lǐjì (大戴禮記) – Grande Libro dei Riti di Dai, Un'alternativa al Libro dei Riti, redatta da Dai De (戴德) durante la dinastia Han orientale. Contiene dettagli su riti, etica e politica secondo il Confucianesimo.[14]
- Bái Hǔ Tōng Dé Lùn (白虎通德論) – Discussione sulla Virtù del Padiglione della Tigre Bianca, Compilato dallo storico Ban Gu (班固, 32-92 d.C.), il Bai Hu Tong raccoglie discussioni confuciane sulle istituzioni politiche e sociali, promuovendo la centralità dell'imperatore.[15]
- Xīnshū (新書) – Nuovo Libro, Scritta da Jia Yi (賈誼, 201-169 a.C.), filosofo della dinastia Han, analizza il ruolo della moralità nella politica e la necessità di un governo virtuoso.[16]
- Xīnxù (新序) – Nuove Narrazioni, Raccolta di racconti morali e filosofici di Liu Xiang, destinata a educare i funzionari Han sui principi del Confucianesimo.[17]
- Yángzǐ Fǎyán (揚子法言) – Parole Legali di Maestro Yang, Opera del filosofo Yang Xiong (揚雄, 53 a.C.-18 d.C.), che riformula le idee confuciane con influenze taoiste.[18]
- Zhōnglùn (中論) – Discussioni Centrali, Scritto da Xu Gan (徐幹, 170-217 d.C.), tratta di politica, etica e società secondo il Confucianesimo.[19]
- Kǒngzǐ Jiāyǔ (孔子家語) – Discorsi Familiari di Confucio, Testo attribuito a Confucio, che espande i Dialoghi con nuovi aneddoti e insegnamenti.[20]
- Qiánfūlùn (潛夫論) – Trattato dell’Erudito Ritirato, Opera di Wang Fu (王符, 90-165 d.C.), che critica la corruzione politica e la decadenza morale.[21]
- Lúnhéng (論衡) – Saggi Critici, Scritta da Wang Chong (王充, 27-97 d.C.), critica la superstizione e propone un approccio razionale alla filosofia confuciana.[22]
- Tàixuánjīng (太玄經) – Il Grande Mistero, Opera di Yang Xiong, che fonde Confucianesimo e cosmologia taoista.[23]
- Fēngsú Tōngyì (風俗通義) – Interpretazione Generale dei Costumi, Analisi delle tradizioni e usanze della Cina antica secondo la prospettiva confuciana.[24]
- Kǒngcóngzǐ (孔叢子) – Raccolta di Kong, Dialoghi filosofici attribuiti ai discepoli di Confucio.[25]
- Shēnjiàn (申鑒) – Riflessioni di Shen, Trattato di politica e moralità scritto durante la tarda dinastia Han.[26]
- Zhōngjīng (忠經) – Classico della Lealtà, Testo dedicato alla lealtà (忠, zhōng) come virtù cardine del Confucianesimo.[27]
- Sùshū (素書) – Libro Fondamentale,  Manuale di saggezza politica e morale.[28]
- Xīnyǔ (新語) – Nuove Massime, Trattato politico confuciano della dinastia Han.[29]
- Dúdùan (獨斷) – Decisioni Unilaterali, Opera di interpretazione politica confuciana.[30]
- Cài Zhōngláng Jí (蔡中郎集) – Raccolta di Cai Yong, Raccolta di scritti di Cai Yong (蔡邕, 132-192 d.C.), che analizza la letteratura e la filosofia confuciana.[31]

### Mohismo (墨家 - Mòjiā)[4]
Il Mohismo (墨家, Mòjiā) è una scuola filosofica cinese che ha avuto una grande influenza durante il periodo delle Primavere e Autunni e le Città-Stato Combattenti (circa 490 a.C. - 221 a.C.). Il fondatore di questa corrente è Mozi (墨子, 490 a.C. - 403 a.C.), il cui nome personale era Mo Di (墨翟). Mozi è noto per la sua dottrina, che si contrapponeva in molti aspetti alle tradizioni confuciane dell'epoca, enfatizzando la razionalità, l'efficienza sociale e una visione utilitaristica della moralità. Tra i principali testi moisti troviamo:
- Mòzǐ (墨子) – Libro di Mozi, Mozi è uno dei più importanti filosofi cinesi dell'antichità, fondatore della scuola del Moismo. I suoi insegnamenti sono raccolti nel testo omonimo Mozi, che affronta una vasta gamma di temi, tra cui etica, politica, epistemologia, logica e strategie militari. Mozi si oppose al Confucianesimo, promuovendo il concetto di "amore universale" (jian'ai), l'idea che tutte le persone dovrebbero trattarsi reciprocamente con uguale cura e rispetto. Egli enfatizzò l'utilizzo pratico della ragione e della logica, sostenendo anche l'importanza di un governo giusto e razionale. Il Moismo influenzò profondamente il pensiero cinese, specialmente nel periodo delle Cento Scuole di Pensiero.[32]
- Lǔshèng Mòbiànzhùxù (魯勝墨辯注敘), è un commentario scritto da Lu Sheng durante la dinastia Jin occidentale. Questo testo si concentra sul Mozi, analizzando e spiegando i principi e gli insegnamenti del Moismo. Lu Sheng, come studioso del periodo Jin, aggiunge interpretazioni e spiegazioni più approfondite al pensiero di Mozi, rendendo il testo accessibile e comprensibile per il pubblico del suo tempo. Il commentario si distingue per la sua attenzione alla logica e alla filosofia morale di Mozi, cercando di preservare e diffondere il suo pensiero attraverso il linguaggio e le preoccupazioni intellettuali del periodo Jin.[33]

### Taoismo (道家 - Dàojiā)[4]
Il Taoismo è una corrente filosofica e spirituale originaria della Cina, che si sviluppò principalmente durante il periodo delle Primavere e Autunni (771-476 a.C.) e dei Regni Combattenti (475-221 a.C.). La filosofia taoista enfatizza l'armonia con il "Dao" (o "Tao"), il principio universale che permea l'universo e guida la natura. La ricerca di un equilibrio naturale e di una vita semplice, lontana dalle convenzioni sociali e dalle complicazioni, è al centro del pensiero taoista. Tra i principali testi taoisti troviamo:
- Dàodéjīng (道德經) – Il Classico della Via e della Virtù (circa 6° secolo a.C.), è il testo fondamentale del Taoismo, tradizionalmente attribuito a Laozi, un mistico e filosofo cinese. Il titolo può essere tradotto come "Il Libro del Tao e della Virtù". In questo testo breve, che si compone di 81 capitoli, Laozi esplora la natura del Tao e le modalità di vivere in armonia con esso, esprimendo l'idea che il vero potere risiede nel non-agire (wu wei) e nell'essere in sintonia con il flusso naturale delle cose. Il Dao De Jing ha avuto una profonda influenza non solo sulla filosofia cinese, ma anche sulle religioni e sulle tradizioni spirituali di tutto il mondo.[34][37]
- Zhuāngzǐ (莊子) – Libro di Zhuangzi (350 a.C. - 250 a.C.). Zhuangzi (o Chuang Tzu) è una delle figure più rilevanti del Taoismo. Il suo lavoro, noto come Zhuangzi, è una raccolta di scritti che esplorano la filosofia del Daoismo in modo profondamente poetico e allegorico. Il testo affronta temi come la relatività della realtà, l'importanza del non-agire (wu wei), e la libertà interiore. Zhuangzi utilizza storie e parabole per esprimere le sue idee, spesso mettendo in discussione la razionalità e l'ordine umano, esortando invece a una vita di spontaneità e adattamento naturale.[35][38]
- Lièzǐ (列子) – Il Libro di Liezi, è un altro importante testo daoista, attribuito a Lie Yukou, una figura leggendaria del periodo delle Primavere e Autunni. Anche se il testo è stato redatto e trasmesso in varie forme nel tempo, il suo nucleo originale conserva un'impronta di insegnamenti daoisti sulla libertà individuale e sul non-interferire con il corso naturale degli eventi. In questo lavoro, si trovano numerose storie che esplorano concetti come l'illusorietà della vita e la relatività delle esperienze umane.[36][39]
- Hégōngzǐ (鶡冠子) – Libro del Signore della Cresta di Fagiano. Questo testo filosofico, risalente al periodo degli Stati Combattenti (475-221 a.C.), è tradizionalmente attribuito a un autore noto come Hégōngzǐ, ma il suo autore esatto è incerto. Il testo esplora temi legati al taoismo e alla politica, con una particolare enfasi sulla virtù, l'autosufficienza e la relazione tra il governante e il popolo. È noto per il suo approccio pratico e pragmatico alla filosofia.[40]
- Wénzǐ (文子) – Libro di Wenzi. Un trattato taoista attribuito a Wenzi, che si riflette principalmente nelle dottrine del taoismo filosofico e politico. Il testo è composto da un insieme di dialoghi e riflessioni che esplorano la teoria del Dao (la Via), la natura della realtà e l'arte del governo. Il Wénzǐ è stato influente durante le dinastie Han e Jin, fungendo da base per la pratica taoista.[41]
- Wénshǐ Zhēnjīng (文始真經) – Classico della Vera Origine. Questo testo taoista, scritto probabilmente nel periodo Han, è dedicato agli insegnamenti religiosi e spirituali del taoismo. Esamina la relazione tra l’uomo, il cielo e la terra, e la ricerca dell’illuminazione attraverso l’alchimia interna, la meditazione e il giusto comportamento. Viene considerato uno dei testi fondamentali della corrente taoista della scuola della Vera Origine (Wénshǐ).[42]
- Lièxiānzhuàn (列仙傳) – Biografie degli Immortali. Questo testo biografico raccoglie le storie di uomini e donne che si dice siano diventati immortali attraverso pratiche taoiste. Le storie raccontano delle vite dei “Xian” (immortali), che raggiungono uno stato di esistenza transcendentale. Il libro offre concetti sulla spiritualità taoista e le pratiche di immortalità, contribuendo alla mitologia taoista.[43]
- Yùzǐ (鬻子) – Libro di Yuzi. Un testo taoista, di origine incerta, che offre un'esplorazione della filosofia taoista e delle sue applicazioni pratiche. Il nome Yuzi si riferisce probabilmente a un maestro o un personaggio che ha interpretato il taoismo in modo particolare. Il testo esplora la natura della realtà e dell’esistenza, enfatizzando l’armonia con il Dao.[44]
- Lǎozǐ Héshànggōng Zhāngjù (老子河上公章句) – Commentario del Maestro del Fiume al Dao De Jing. Un importante commentario del Dàodéjīng, redatto da un maestro taoista noto come Héshànggōng. Questo commentario esplora e interpreta il testo fondamentale del taoismo, offrendo chiarimenti sul significato profondo delle sue parole, e integrando concetti taoisti di spiritualità, governance e filosofia naturale.[45]

### Legismo (法家 - Fǎjiā)[4]
Il Legalismo è una scuola di pensiero filosofico della Cina antica, sviluppatasi principalmente durante il periodo delle Primavere e Autunni e delle Primavere e Autunni (circa 475-221 a.C.). I legalisti sostenevano che un sistema di leggi rigide e l'applicazione severa della giustizia fosse essenziale per mantenere l'ordine e la stabilità in una società. A differenza delle filosofie confuciane e taoiste, che enfatizzano virtù morali e l'armonia naturale, il legalismo si concentra sulla centralità dello stato e sul rispetto delle leggi per evitare caos e conflitti. Tra i principali testi legisti troviamo:
- Hánfēizǐ (韓非子) – Libro di Han Feizi, è uno dei più noti filosofi del Legalismo cinese. La sua opera principale, anch'essa chiamata "Hanfeizi" (circa 280–233 a.C.), raccoglie i suoi scritti e rappresenta un trattato fondamentale sul pensiero legalista. Hanfeizi combinò le idee precedenti dei legalisti, come quelle di Shang Yang e Shen Buhai, dando maggiore enfasi alla centralizzazione del potere e all'importanza delle leggi come strumento di controllo sociale. Il suo pensiero influenzò profondamente la politica durante la dinastia Qin, dove le sue teorie vennero applicate con grande rigore.[46]
- Shāngjūnshū (商君書) – Libro del Signore di Shang, conosciuto anche come Il libro di Shang Yang, è un trattato che porta il nome di Shang Yang (circa 390-338 a.C.), un riformatore e statista del periodo delle Primavere e Autunni. Il testo è un'opera fondamentale per la scuola del Legalismo e propone un insieme di riforme che mirano a rafforzare l'autorità del sovrano e a centralizzare il potere. Shang Yang fu un influente ministro del stato di Qin, dove le sue leggi e riforme furono attuate per modernizzare e potenziare il governo, favorendo la creazione di un sistema statale più centralizzato e disciplinato.[47]
- Shēn Bù Hài (申不害) – Maestro Shen Buhai, fu un importante filosofo del Legalismo che visse durante il periodo delle Primavere e Autunni (circa 400 a.C.). La sua principale opera, sebbene non completamente conservata, è stata una delle prime a trattare l'importanza dell'amministrazione e dell'arte del governo come forma di controllo sociale. Shen Buhai propose il concetto di "gestione della governabilità", cioè l'importanza della gestione efficiente dell'apparato burocratico, enfatizzando l'autonomia del governo e la centralizzazione del potere. La sua influenza risiedeva soprattutto nella sua attenzione sulla struttura e sull'efficacia del sistema di governo.[48]
- Shènzǐ (慎子) – Libro di Shen, anche conosciuto come Shen Dao (慎到), fu un altro filosofo legalista del periodo delle Primavere e Autunni. La sua opera Shenzi rifletteva un punto di vista particolarmente radicale sul Legalismo, enfatizzando l'idea che la legge dovesse essere al di sopra di ogni principio morale o etico. Shenzi sosteneva che l'ordine e la stabilità fossero raggiungibili solo attraverso l'applicazione rigida delle leggi, senza considerare la bontà o la giustizia morale. La sua filosofia rispecchiava l'importanza del governo come strumento di potere assoluto, in cui il sovrano esercitava il suo dominio in maniera pragmatica e senza alcuna preoccupazione per la morale tradizionale.[49]
- Jiànzhúkèshū (諫逐客書) – Lettera di Consiglio per l’Esilio degli Stranieri, ovvero "Il memoriale per espellere gli stranieri", è un testo attribuito a Li Si (李斯), un importante statista e ministro sotto l'imperatore Qin Shi Huang. La data di composizione dell'opera è intorno al 237 a.C., nel periodo delle Primavere e Autunni, e si tratta di un discorso politico rivolto al sovrano per giustificare l'espulsione di alcune influenti figure politiche straniere dalla corte cinese. L'opera evidenzia l'influenza di Li Si nel rafforzamento del potere dello stato di Qin, dove il legalismo venne applicato con severità per consolidare l'unità sotto un'unica autorità.[50]
- Guǎnzǐ (管子) – Libro di Guan, è una raccolta di testi che si attribuiscono a Guang Zhong (管仲), un famoso ministro del periodo delle Primavere e Autunni, nel periodo 720–645 a.C., che esercitò la sua influenza sotto il re Lu dello stato di Qi. Sebbene l'opera non sia completamente attribuibile a Guang Zhong, essa contiene idee sulla politica, l'economia e la gestione del governo che prefigurano i principi del Legalismo. Il "Guanzi" analizza vari aspetti della governance, della gestione economica e della gestione del potere, e pur essendo talvolta visto come una fusione di idee taoiste e legaliste, l'influenza della scuola legalista è evidente, in particolare nell'enfasi sulla centralizzazione e sull'importanza di un governo forte.[51]

### Scuola dei Nomi (名家 - Míngjiā)[4]
La Scuola dei Nomi (名家, Míng jiā), conosciuta anche come "Scuola della Logica", fu una scuola filosofica cinese che emerse durante il periodo delle Cento Scuole di Pensiero (5º-3º secolo a.C.), in particolare durante i periodi delle Primavere e Autunni (770-476 a.C.) e degli Stati Combattenti (475-221 a.C.). Questa scuola si concentrava principalmente sull'analisi del linguaggio, dei nomi e delle loro relazioni con la realtà. La sua principale preoccupazione era il problema della definizione e applicazione dei nomi (termini, concetti) rispetto alla realtà fisica e metafisica. I filosofi della Scuola dei Nomi cercavano di esplorare come i termini linguistici possano essere utilizzati in modo preciso per evitare contraddizioni e malintesi. Ad esempio, ponevano domande come: "Un nome è solo un simbolo per qualcosa, o può rappresentare una realtà effettiva?" e "Cosa accade se un nome viene usato in modo errato?"
Gongsun Longzi (公孫龍子, Gōngsūn Lóngzǐ) è uno dei più noti esponenti della Scuola dei Nomi. La sua figura si colloca nel periodo degli Stati Combattenti, intorno al 3º secolo a.C., un'epoca in cui la Cina era divisa in numerosi stati che lottavano per il potere. Gongsun Long è principalmente conosciuto per il suo trattato filosofico, "Gongsun Longzi", che tratta questioni di linguaggio, logica e metafisica, e che rimane una delle testimonianze più importanti della Scuola dei Nomi. Un concetto chiave nell'opera di Gongsun Long è la famosa "paradosso della pietra bianca", un argomento che pone il dilemma su come i termini e i concetti possano essere distinti e definiti. Gongsun Long affermava che una pietra bianca non è semplicemente "bianca", ma piuttosto è una pietra che è bianca. Questo gioco di parole sottolineava l'importanza delle distinzioni precise tra i concetti. Un'altra delle sue tesi più famose è quella che riguarda il "non esserci nulla di uguale a se stesso", suggerendo che, attraverso il linguaggio, possiamo conoscere la realtà solo tramite i termini che gli diamo, ma questi termini sono sempre in relazione alla percezione e alla definizione.

### Scuola della Guerra (兵家 - Bīngjiā)[4]
Il termine 兵家 (Bīngjiā), tradotto come "Scuola della Militare", si riferisce a un insieme di testi e dottrine strategiche cinesi antiche che trattano delle guerre e dell'arte militare. Questi trattati forniscono principi generali sul comportamento in guerra, sulla strategia, sulla tattica e sulla leadership. La scuola della guerra è fondamentale nella tradizione culturale cinese e le sue opere sono state studiate e applicate nel corso dei secoli, non solo in contesti militari, ma anche in ambiti economici e politici. Qui di seguito si approfondiscono le principali opere legate a questa scuola.
- Sūnzǐ Bīngfǎ (孫子兵法) – L’Arte della Guerra, Uno dei testi più famosi e influenti della letteratura cinese, "L'arte della guerra" (孫子兵法, Sūnzǐ Bīngfǎ), è attribuito al generale Sun Wu, noto anche come Sun Tzu, vissuto durante il periodo delle Primavere e Autunni (770-476 a.C.). Questo trattato si compone di 13 capitoli e offre un'analisi profonda delle strategie, delle tattiche e delle filosofie militari. Sun Tzu enfatizza l'importanza della preparazione, dell'inganno, dell'adattamento alle circostanze e della conoscenza del nemico. Il suo celebre principio "Conosci te stesso e conosci il tuo nemico, e in cento battaglie non sarai mai in pericolo" è uno dei più noti. Il testo ha avuto un'influenza duratura non solo in ambito militare, ma anche in ambiti come la gestione aziendale, la politica e la psicologia.[55]
- Wúzǐ (吳子) – Libro di Wuzi, Il "Wu Zi" (吳子) è un altro importante trattato sulla strategia militare, scritto dal generale Wu Qi, un comandante dello Stato di Chu durante il periodo delle Warring States (475-221 a.C.). Questo testo si concentra su vari aspetti della guerra, tra cui la disciplina, l'addestramento delle truppe e la strategia per affrontare il nemico. A differenza di Sun Tzu, che enfatizza la flessibilità e l'inganno, Wu Qi mette in risalto l'importanza della disciplina militare e dell'efficienza nella gestione delle risorse. Il suo pensiero riflette la realtà di guerre prolungate in cui la logistica e la preparazione erano cruciali.[56]
- Liùtāo (六韜) – I Sei Stratagemmi, conosciuto anche come "Sei Piani" o "Sei Strategie", è un antico trattato militare attribuito a Jiang Ziya, un leggendario stratega della dinastia Zhou. Il testo, redatto durante il periodo delle Warring States, è una delle opere più influenti in ambito strategico e affronta sei principali strategie che vanno dalla gestione delle truppe alla difesa contro nemici potenti. L'opera esplora concetti come la necessità di comprendere la psicologia del nemico, l'importanza di sfruttare il terreno a proprio favore e la strategia del colpo a sorpresa. Il "Liu Tao" ha avuto un impatto profondo sulla filosofia militare cinese.[57]
- Sīmǎ Fǎ (司馬法) – Le Leggi di Sima, attribuito a Sima Rangju, un famoso stratega dell'epoca delle Primavere e Autunni e degli stati combattenti, è un trattato che esamina in dettaglio le tecniche di guerra e la gestione delle risorse durante i conflitti. La sua opera è meno nota rispetto a quelle di Sun Tzu e Wu Qi, ma è comunque di fondamentale importanza per la sua analisi dei piani di battaglia e della tattica di guerra. Il trattato contiene numerosi principi strategici riguardanti l'organizzazione delle armate e le tecniche per ottenere il massimo dalla logistica e dalle risorse.[58]
- Wèi Liáozǐ (尉繚子) – Libro di Wei Liao, è un altro trattato militare scritto da Wei Liao, un altro comandante e stratega del periodo delle Warring States. Questo testo esplora vari aspetti della guerra, tra cui la disciplina, l'addestramento delle truppe e la gestione delle risorse. A differenza di altre opere, il "Wei Liao Zi" si concentra molto sullo studio delle caratteristiche morali e psicologiche dei comandanti e delle truppe, enfatizzando la necessità di essere rigorosi nel comando e di comprendere a fondo le motivazioni umane. L'opera tratta anche dell'importanza di mantenere il controllo su una grande forza militare, evitando disordini interni.[59]
- Sānlüè (三略) – I Tre Stratagemmi o "Tre Strategie", è un trattato che risale al periodo della dinastia Han occidentale (206 a.C. - 9 d.C.), che si focalizza su tre principi fondamentali da adottare in guerra: l'informazione, la gestione delle truppe e l'uso strategico delle risorse. È stato attribuito a Jia Lin, un esperto militare e teorico dell'epoca. Questo trattato è meno conosciuto rispetto ad altri testi famosi, ma offre una visione unica delle tecniche di comando durante il periodo della dinastia Han, quando le guerre erano caratterizzate da conflitti su larga scala e la necessità di gestire complesse strategie di alleanze, risorse e geopolitica.[60]

### Matematica (算書 - Suànshū)[4]
Il termine Suan Shu (算書) si riferisce in generale a testi matematici cinesi, ma viene spesso utilizzato per indicare opere fondamentali della tradizione matematica della Cina. Questi testi trattano vari aspetti della matematica, come il calcolo, la geometria e la risoluzione di problemi pratici legati all'agricoltura, alla costruzione e ad altri settori. La tradizione matematica cinese è molto antica e si è sviluppata attraverso secoli di studi e applicazioni pratiche.
- 海島算經 (Hai Dao Suan Jing) - Matematica del Mare e delle Isole, è un testo matematico che si attribuisce all'epoca dei Tre Regni della Cina (220-280 d.C.), con una datazione intorno al 263 d.C. Il contenuto del testo riguarda tecniche matematiche pratiche legate principalmente alla navigazione, alla geografia e alle misurazioni di territori costieri e isolani, che erano di fondamentale importanza per la gestione delle risorse marittime e la pianificazione militare. Anche se il testo stesso è stato parzialmente perduto, ha avuto un'influenza significativa nel contesto matematico e geografico dell'epoca. È considerato uno degli esempi di come la matematica cinese fosse strettamente legata alla vita quotidiana e alle necessità pratiche.[62]
- 九章算術 (Jiu Zhang Suan Shu) - I Nove Capitoli sulla Matematica, è uno dei testi matematici più importanti e influenti della tradizione cinese. Composto durante la dinastia Han occidentale (120 a.C. - 20 d.C.), si ritiene che questo lavoro rappresenti la sistematizzazione delle conoscenze matematiche pratiche accumulate nei secoli precedenti. Il testo è strutturato in nove capitoli (o sezioni), ognuna delle quali affronta diverse aree della matematica, come aritmetica, algebra, geometria e teoria dei numeri.[63]

I capitoli trattano vari argomenti, tra cui il calcolo delle aree e dei volumi, la risoluzione di equazioni lineari e la gestione delle frazioni. Le soluzioni presentate sono incentrate su tecniche pratiche, come il metodo del fagiolo (una forma primitiva di algebra). La sua importanza storica risiede nella sua capacità di coniugare la teoria matematica con applicazioni concrete, come l'astronomia e l'ingegneria. Il testo è stato una delle principali fonti di insegnamento per secoli in Cina, e alcune sue tecniche sono ancora utilizzate in matematica applicata.
- 孫子算經 (Sunzi Suan Jing) - Il Canone Matematico di Sunzi, conosciuto anche come Il Canone Matematico di Sunzi, è un testo matematico attribuito a Sunzi, un matematico cinese dell'epoca del Nord e del Sud (420-581 d.C.). La sua datazione esatta è incerta, ma il testo è noto per la sua attenzione alla risoluzione di equazioni e problemi pratici. Un aspetto distintivo di questo lavoro è l'introduzione di metodi per risolvere sistemi di equazioni lineari, utilizzando tecniche simili alla moderna algebra. Inoltre, Sunzi è noto per il celebre problema dei "resti cinesi" (o teorema cinese dei resti), una formula che consente di risolvere sistemi di congruenze modulari. Questo teorema, che ha avuto una vasta applicazione nei secoli successivi, è un importante precursore dei metodi di algebra e teoria dei numeri.[64]

Il testo di Sunzi ha influenzato profondamente la matematica cinese e, in particolare, l'insegnamento della risoluzione di equazioni. Nonostante le difficoltà di attribuzione e le varianti del manoscritto, il Sunzi Suan Jing rimane una pietra miliare nella tradizione matematica cinese.
- 周髀算經 (Zhou Bi Suan Jing) - Il Canone Matematico di Zhou Bi, conosciuto anche come Il Canone Matematico di Zhou Bi, è un'opera che si occupa principalmente di astronomia e matematica applicata. Risale alla dinastia Han (50 a.C. - 100 d.C.), ed è uno dei più antichi testi matematici che trattano la geometria sferica e le applicazioni pratiche in astronomia. Il testo è particolarmente noto per il suo studio delle orbite planetarie e dei movimenti celesti, utilizzando metodi geometrico-algebrici.[65]

Un aspetto fondamentale del Zhou Bi Suan Jing è il suo approccio alla trigonometria, in particolare il calcolo delle distanze angolari tra oggetti celesti. La sua influenza si estende anche ai calcoli relativi alla costruzione di orologi e misurazioni precise, contribuendo così alla comprensione del movimento dei corpi celesti e delle leggi astronomiche. Questo testo è stato utilizzato per secoli come riferimento per astronomi e matematici cinesi, ed è considerato una delle principali fonti di conoscenza astronomica durante l'epoca Han.

### Scuola Miscellanea (雜家 - Zájia)[4]
Il termine "雑家" (Zájiā), tradotto come "Scuole Miscellanee", si riferisce ad un gruppo di dottrine filosofiche sviluppatesi durante il periodo delle Cento Scuole di Pensiero (circa 475-221 a.C.), un'epoca di grande fermento intellettuale in Cina. Queste scuole non si collocano sotto una sola corrente filosofica specifica, ma integrano e combinano idee provenienti da più tradizioni, come il Confucianesimo, il Taoismo, il Legalismo e altre. Le "Scuole Miscellanee" si caratterizzano per il loro approccio pragmatico e la volontà di sintetizzare concetti e metodi da diverse teorie, senza aderire rigorosamente ad una sola filosofia. Tra i principali testi di questa corrente troviamo:
- Huáinánzǐ (淮南子) – Il Maestro di Huainan, è un'opera enciclopedica della dinastia Han, attribuita a Liu An, principe di Huainan, e ai suoi eruditi. Il testo, composto da 21 capitoli, è una raccolta di saperi che spaziano dalla filosofia alla politica, dalla cosmologia alla medicina, ed è un'importante testimonianza della cultura intellettuale della dinastia Han. L'opera combina elementi del Taoismo, del Confucianesimo e del Legalismo, proponendo una visione armoniosa dell'universo, in cui il governante deve agire in accordo con i principi naturali. L'Huainanzi esplora anche la teoria del "Wu Wei" (non-azione) e come essa si possa applicare alla governance e alla vita quotidiana.[67]
- Lǚshì Chūnqiū (呂氏春秋) – Annali di Lu Buwei, noto anche come "Annali delle Primavere e Autunni di Lü", è un'opera filosofica scritta da Lü Buwei, un influente ministro del periodo degli Stati Combattenti. Si tratta di una sintesi delle principali correnti di pensiero dell'epoca, tra cui il Confucianesimo, il Taoismo, il Legalismo e il Mohismo. Il libro si articola in 26 capitoli e fornisce consigli su vari aspetti della vita politica, sociale e naturale. La filosofia del Lü Shi Chun Qiu enfatizza la centralità dell'armonia tra il governo e la natura, e sottolinea l'importanza di una politica che rispetti le leggi naturali e umane. L'opera ha avuto una grande influenza nella formulazione della teoria politica cinese, specialmente in relazione alla governance e alla moralità.[68]
- Guǐgǔzǐ (鬼谷子) – Il Libro del Maestro della Valle dei Fantasmi, è un testo attribuito a un misterioso maestro taoista e stratega militare noto come Gui Gu Zi. L'opera è un trattato sulla strategia, la diplomazia e la gestione dei conflitti. È noto per la sua visione pragmatica e realista sulla politica e sulla guerra, incentrata sulla manipolazione delle emozioni umane e sull'uso della dissimulazione. Il testo si concentra sull'importanza della conoscenza psicologica, della manipolazione delle percezioni e delle motivazioni degli altri, ed è considerato una delle prime opere in Cina ad esplorare la psicologia applicata alla politica. La figura di Gui Gu Zi e le sue dottrine sono spesso associate alla strategia militare, e l'opera è stata influente anche nella tradizione dei "Cinque Capitoli Militari".[69]
- Yǐn Wénzǐ (尹文子) – Libro di Yin Wenzi, è un'opera filosofica che, sebbene meno conosciuta rispetto ad altri classici cinesi, fa parte delle tradizioni del pensiero confuciano. Tradizionalmente attribuito a Yin Wen, uno dei filosofi e pensatori del periodo degli Stati Combattenti, il testo si concentra sulla moralità e sull'etica del governante. L'opera si distingue per la sua enfasi sullo sviluppo del carattere e sull'importanza dell'educazione per un buon governo. Attraverso una serie di dialoghi e riflessioni morali, Yin Wen Zi cerca di stabilire la via migliore per un sovrano affinché governi giustamente e con saggezza.[70]
- Dèng Xīzǐ (鄧析子) – Libro di Deng Xi è un testo attribuito al filosofo Deng Xi, che fu uno degli esponenti del Legalismo. L'opera è un trattato su leggi e politica, enfatizzando il ruolo della legge come strumento per mantenere l'ordine e la stabilità in una società. Deng Xi sostiene che la forza della legge deve prevalere sulla moralità personale o sull'etica, e che i governanti devono usare le leggi in modo efficace per mantenere il controllo sociale. La sua filosofia si differenzia da altre correnti come il Confucianesimo, che enfatizzava la moralità individuale, puntando invece sulla necessità di un sistema legale rigoroso e centralizzato per governare.[71]

### Storiografia (史書 - Shǐshū)[4]
La tradizione storica cinese è una delle più antiche e dettagliate al mondo. Queste opere comprendono cronache dinastiche, annali, biografie e raccolte di discorsi, offrendo una visione approfondita della politica, della cultura e della società delle epoche passate.
- Shǐjì (史記) – Memorie Storiche, La prima grande opera storica cinese, scritta da Sima Qian, copre eventi dalla mitologia fino alla dinastia Han. È divisa in cinque sezioni: annali, tabelle cronologiche, trattati tematici, biografie e resoconti delle case nobiliari. Ha influenzato profondamente la storiografia cinese.[73]
- Chūnqiū Zuǒzhuàn (春秋左傳) – Commentario di Zuo alle Primavere e Autunni, Un'importante interpretazione degli Annali delle Primavere e Autunni, che fornisce dettagliate narrazioni storiche sugli eventi politici, diplomatici e militari del periodo. Considerato il più antico e autorevole commentario storico.[74]
- Yì Zhōushū (逸周書) – Libro Perduto di Zhou, Una raccolta frammentaria di testi attribuiti alla dinastia Zhou, che tratta di politica, strategia militare e rituali. Sebbene alcune parti siano andate perdute, offre uno sguardo sul pensiero politico del tempo.[75]
- Guóyǔ (國語) – Discorsi degli Stati,  Un'antologia di discorsi attribuiti a sovrani e funzionari di vari stati pre-imperiali, che offre preziose informazioni sulla diplomazia, la politica e le relazioni internazionali del periodo delle Primavere e Autunni e degli Stati Combattenti.[76]
- Yànzǐ Chūnqiū (晏子春秋) – Annali di Yanzi, Biografia e raccolta di aneddoti e discorsi del ministro Yan Ying dello stato di Qi. Presenta riflessioni sulla politica e sulla morale, evidenziando la saggezza e l'abilità diplomatica di Yanzi.[77]
- Wú Yuè Chūnqiū (吳越春秋) – Annali di Wu e Yue, Narra le lotte tra i regni di Wu e Yue nel periodo delle Primavere e Autunni. È un'opera storica che mescola realtà e leggenda, raccontando storie di vendetta, guerra e strategia.[78]
- Yuè Juéshū (越絕書) – Libro della Supremazia di Yue, Simile al Wu Yue Chun Qiu, si concentra sulla storia del regno di Yue, con particolare attenzione ai suoi conflitti con Wu. Contiene racconti su re Goujian e il generale Fan Li, figure celebri della tradizione cinese.[79]
- Zhànguócè (戰國策) – Strategie degli Stati Combattenti, Una raccolta di racconti e aneddoti sulle strategie diplomatiche e militari impiegate dai vari stati nel periodo degli Stati Combattenti. Mostra la sofisticata arte della persuasione politica e del machiavellismo cinese antico.[80]
- Yántièlùn (鹽鐵論) – Discussioni sul Sale e il Ferro, Riporta un dibattito tra funzionari della dinastia Han sul monopolio statale del sale e del ferro. Riflette le tensioni tra la visione confuciana dell'economia e il pragmatismo amministrativo.[81]
- Liènǚ Zhuàn (列女傳) – Biografie delle Donne Esemplari, Raccolta di biografie scritte da Liu Xiang, che descrive donne considerate virtuose secondo i valori confuciani. Mostra il ruolo femminile nella società tradizionale e i modelli morali dell’epoca.[82]
- Chūnqiū Gǔliáng Zhuàn (春秋穀梁傳) – Commentario di Guliang alle Primavere e Autunni, Un'interpretazione degli Annali delle Primavere e Autunni che enfatizza una lettura moralistica e formale degli eventi storici, in linea con il pensiero confuciano.[83]
- Chūnqiū Gōngyáng Zhuàn (春秋公羊傳) – Commentario di Gongyang alle Primavere e Autunni, Un altro commentario agli Annali delle Primavere e Autunni, che propone una lettura idealistica della storia e introduce concetti di "riforma del mondo" attraverso la moralità.[84]
- Hànshū (漢書) – Libro degli Han, Una storia ufficiale della dinastia Han scritta da Ban Gu. È considerato il modello per le successive storie dinastiche cinesi, trattando eventi, istituzioni e biografie con grande rigore documentario.[85]
- Qiánhànjì (前漢紀) – Annali della Dinastia Han Anteriore, Una cronaca che copre la dinastia Han Occidentale con un approccio più narrativo e accessibile rispetto al Han Shu.[86]
- Dōngguān Hànjì (東觀漢記) – Cronache Han dell’Osservatorio Orientale, Compilazione di documenti storici redatti dagli storici imperiali, con dettagli sulla vita di corte e sulla politica degli Han Orientali.[87]
- Hòu Hànshū (後漢書) – Libro degli Han Posteriori, Una storia della dinastia Han Orientale scritta da Fan Ye. Segue il modello dello Shiji e del Han Shu, ma con un'enfasi maggiore sulle biografie.[88]
- Zhúshū Jìnián (竹書紀年) – Annali nei Bambù, Una delle più antiche cronologie storiche cinesi, scritta su strisce di bambù, con dettagli sugli eventi fino all'epoca degli Stati Combattenti.[89]
- Mù Tiānzǐ Zhuàn (穆天子傳) – Cronache del Re Mu, Racconta i leggendari viaggi del Re Mu di Zhou, che si dice abbia incontrato divinità e popoli fantastici, combinando storia e mitologia.[90]
- Gǔsānfén (古三墳) – I Tre Antichi Tumuli, Raccolta di antichi racconti e miti riguardanti le origini della civiltà cinese.[91]
- Yàndānzǐ (燕丹子) – Libro del Principe Yan Dan, Narra la storia del principe Yan Dan e il suo fallito tentativo di assassinare il re di Qin, offrendo spunti sulla politica e la vendetta nell’antica Cina.[92]
- Xījīng Zájì (西京雜記) – Racconti Vari della Capitale Occidentale, Raccolta di aneddoti, storie di corte, leggende e curiosità sulla vita a Chang’an, la capitale della dinastia Han.[93]

### Classici antichi 經典文獻[4]
I "Classici Antichi" rappresentano una raccolta di testi fondamentali per la cultura e il pensiero cinese, che hanno influenzato profondamente la filosofia, la politica e la letteratura della Cina. Questi testi includono una vasta gamma di scritti, dai riti e dalle leggi ai poemi e alla filosofia. La loro importanza è tale che sono stati studiati e commentati per millenni.
- 詩經 - Libro della Poesia (Shijing), Il "Libro della Poesia" è una delle Cinque Grandi Opere Classiche (五经) della Cina. Racchiude 305 poemi, che spaziano dalla poesia popolare a quella più raffinata, ed è suddiviso in tre parti: "Odi" (詩), "Canti" (風) e "Riti" (雅). Le sue origini risalgono al periodo delle Dinastie Zhou Occidentale e Orientale (1046-256 a.C.), ed è una delle più antiche raccolte di poesia cinese, che riflette la vita quotidiana, i rituali e le emozioni umane.[96]
- 尚書 - Shang Shu (Libro degli Atti), Lo "Shang Shu", anche conosciuto come "Libro degli Atti", è una raccolta di documenti storici e discorsi che risalgono al periodo delle Dinastie Xia, Shang e Zhou. È composto da racconti storici, leggi, decreti imperiali e comunicazioni tra sovrani e sudditi. Questi scritti sono di grande valore storico e mostrano le origini della cultura cinese, la filosofia politica e il concetto di "mandato del cielo" che giustifica il governo dei sovrani.[97]
- Libro dei mutamenti (周易 - Yìjīng) è un classico della filosofia cinese, tradizionalmente attribuito al leggendario re Wen di Zhou e al saggio Confucio. Esso costituisce la base dell'interpretazione dei cambiamenti cosmici e umani, attraverso il sistema di 64 esagrammi, ognuno dei quali rappresenta una combinazione di linee spezzate e intere. Il testo è essenzialmente un manuale di divinazione, ma è anche una delle fonti fondamentali della filosofia taoista e confuciana.[95][98]
- 周禮 - Riti di Zhou (Zhou Li), Il "Zhou Li" descrive il sistema politico e sociale della dinastia Zhou. Composto da un insieme di riti e regole che regolavano la vita civile, religiosa e politica, il testo è importante per comprendere la struttura della burocrazia, delle leggi e delle pratiche rituali del periodo. Il "Zhou Li" si concentra anche sull'organizzazione sociale e su come i riti dovevano essere eseguiti per mantenere l'armonia cosmica e politica.[99]
- 楚辭 - Canzoni di Chu (Chu Ci), Le "Canzoni di Chu" sono una raccolta di poemi che si sviluppano durante il periodo degli Stati Combattenti, specialmente nello Stato di Chu. Questa opera è famosa per la sua espressione di emozioni intense e per la sua influenza sulla poesia cinese successiva. I poemi trattano temi di amore, morte, e l’interazione tra l’uomo e la natura. Il più noto tra gli autori è Qu Yuan, il poeta patriota che ha influenzato profondamente la tradizione letteraria cinese.[100]
- 儀禮 - Cerimonie di Rito (Yili), Il "Yili" è un testo che descrive in dettaglio le cerimonie e i rituali che dovevano essere seguiti nella società della dinastia Zhou, soprattutto nelle occasioni religiose, politiche e civili. Il "Yili" è essenziale per comprendere la struttura rituale e cerimoniale della Cina antica, nonché la visione taoista e confuciana della relazione tra l'uomo e l'ordine cosmico.[101]
- Shan Hai Jing (山海經 - Classico delle Montagne e dei Mari), è un testo antico che raccoglie mitologie, leggende e descrizioni di luoghi geografici e creature mitologiche. Il libro è diviso in vari capitoli che trattano di montagne, fiumi, paesi e divinità, e include storie di esseri sovrannaturali e animali fantastici. È uno dei testi più ricchi di fantasia della tradizione cinese, e ha avuto un'importante influenza sulla cultura popolare cinese.[102]
- 焦氏易林 - Foresta di Cambiamenti di Jiao (Jiaoshi Yilin), Il "Jiaoshi Yilin" è una delle interpretazioni classiche del "Libro dei Mutamenti" (Zhouyi). Compilato da Jiao Yanshou durante la dinastia Han (206 a.C. - 220 d.C.), il testo fornisce commenti e spiegazioni su come interpretare gli esagrammi del "Zhouyi", con una particolare attenzione alla filosofia e alla divinazione. Il lavoro di Jiao Yanshou è fondamentale per il pensiero taoista e confuciano.[103]
- 京氏易傳 - Trasmesso Interpretato da Jing (Jingshi Yizhuan), Il "Jingshi Yizhuan" è un'altra versione dell'interpretazione del "Zhouyi", realizzata da Jing Fang durante la dinastia Han. Jing Fang è noto per il suo contributo alla divulgazione del "Zhouyi" come sistema di pensiero e divinazione. La sua interpretazione ha avuto una grande influenza nelle scuole di pensiero cinesi successive, specialmente nella filosofia e nella metafisica.[104]
- 詩說 - Commento alla Poesia (Shi Shuo), Il "Shi Shuo" è un testo che fornisce una serie di commenti sui poemi contenuti nel "Libro della Poesia" (Shijing). Scritta da vari autori durante le dinastie Zhou e Han, questa opera esplora i significati profondi dei testi poetici, offrendo riflessioni sul loro contenuto, la loro forma e il loro impatto sulla cultura cinese. Il "Shi Shuo" è una risorsa preziosa per lo studio della poesia e della letteratura antica cinese.[105]

### Etimologia (字書 - Zìshū)[4]
Il termine "字書" (Zìshū) si riferisce a una vasta categoria di testi che trattano l'etimologia dei caratteri cinesi, il loro significato e l'evoluzione linguistica. Questi testi sono strumenti fondamentali per lo studio della lingua cinese, in quanto esplorano l'origine dei caratteri, la loro struttura e l'evoluzione attraverso diverse dinastie e periodi storici. L'etimologia dei caratteri cinesi fornisce una visione profonda della lingua e della cultura cinese, integrando elementi di fonologia, morfologia e semantica.
- Shuōwén Jiězì (說文解字) – Spiegazione dei caratteri semplici e analisi dei caratteri composti, è uno dei più importanti dizionari etimologici cinesi, scritto da Xu Shen durante la Dinastia Han Orientale. Questo lavoro, che si traduce in "Spiegazione e analisi dei caratteri", è un tentativo sistematico di spiegare la composizione dei caratteri cinesi e di tracciarne l'origine. Il testo è organizzato in 15 volumi e contiene circa 9.000 caratteri cinesi. Xu Shen suddivide i caratteri in sei categorie (pictogrammi, ideogrammi, ideofonogrammi, ecc.) e fornisce una descrizione etimologica di ciascuno, evidenziando la loro evoluzione e le modifiche di significato nel tempo. Il "Shuo Wen Jie Zi" è considerato il primo dizionario etimologico completo della lingua cinese e ha avuto un'influenza duratura sulla linguistica cinese.[107]
- Ěryǎ (爾雅) – Glossario Er Ya, è un antico dizionario cinese che risale al periodo della dinastia Qin e degli inizi della dinastia Han. Questo testo è la raccolta di un gruppo di glossari che spiegano il significato e l'uso di parole e termini cinesi in vari contesti. "Er Ya" è il più antico dizionario cinese conosciuto e si distingue per il suo approccio enciclopedico e sistematico. Comprende definizioni di parole legate alla natura, agli oggetti quotidiani e alle attività umane. Il suo scopo principale era quello di preservare la conoscenza linguistica e culturale del periodo pre-imperiale, cercando di standardizzare la lingua cinese e di ridurre l'ambiguità semantica.[108]
- Shìmíng (釋名) – Spiegazione dei Nomi, è un testo lessicografico e etimologico scritto da Liu Xi, un importante filosofo e linguista cinese del periodo Han Orientale. Il titolo si traduce come "Spiegazioni dei nomi", ed è un'opera che fornisce analisi dettagliate sull'etimologia e sul significato dei nomi cinesi, sia a livello di caratteri che di concetti. Liu Xi esplora le origini dei caratteri, cercando di spiegare come e perché determinati nomi venivano utilizzati per descrivere cose, persone e concetti. "Shi Ming" ha avuto un impatto duraturo sulla linguistica e sull'interpretazione della lingua cinese, influenzando anche il pensiero filosofico legato al linguaggio.[109]
- Fāngyán (方言) – Dialetti regionali, è un testo importante di linguistica cinese scritto da Yang Xiong durante la Dinastia Han Occidentale. Questo lavoro si concentra sull'analisi dei dialetti cinesi, una tematica che Yang Xiong esplora in modo pionieristico. "Fang Yan" è noto per essere una delle prime opere a classificare i vari dialetti delle diverse regioni della Cina, e l'autore descrive come le parole e le espressioni possono variare da una regione all'altra. Questo lavoro ha fornito una base per la comprensione delle varietà linguistiche in Cina e ha contribuito allo studio della fonologia e della morfologia dei dialetti.[110]
- Jíjiùpiān (急就篇) – Trattato sulla scrittura rapida, è un antico testo cinese scritto durante la Dinastia Han Occidentale. Il nome del testo si traduce come "Il capitolo per apprendere rapidamente", ed è un'opera pedagogica destinata a insegnare la lettura e la scrittura ai bambini e agli studenti. Il testo è composto da brevi frasi che combinano caratteri semplici e facili da apprendere, e viene utilizzato per aiutare gli studenti a memorizzare i caratteri cinesi. "Ji Jiu Pian" ha avuto un ruolo significativo nell'educazione linguistica dell'antica Cina e continua a essere un riferimento nelle pratiche didattiche della lingua cinese.[111]

### Medicina Tradizionale Cinese (醫學 - Yīxué)[4]
La medicina tradizionale cinese (MTC; 中醫T, 中医S, ZhōngyīP) è uno stile di medicina tradizionale nato nel bacino del fiume Giallo, e costruito su una base di oltre 2500 anni di pratica medica cinese che comprende varie forme di fitoterapia, agopuntura, massaggio (Tuina), esercizio (Qi Gong) e terapia dietetica.
- Huángdì Nèijīng (黃帝內經) – Il Canone Interno dell’Imperatore Giallo, è uno dei testi fondamentali della medicina tradizionale cinese. Questo trattato è attribuito all'Imperatore Giallo (Huangdi), una figura leggendaria, e contiene i principi di base della medicina cinese, come la teoria del Qi, degli Zang-fu (organi e viscere), dei meridiani e la relazione tra l'uomo e l'ambiente. È suddiviso in due sezioni principali: Suwen (Domande Semplici), che esplora la teoria della medicina, e Lingshu (Spina Spirituale), che si concentra sull'agopuntura e la moxibustione. Questo trattato ha influenzato profondamente la medicina cinese, non solo nella diagnosi e nel trattamento delle malattie, ma anche nella comprensione dei cicli naturali e della salute del corpo umano.[113]
- Nánjīng (難經) – Il Classico delle Difficoltà, è un trattato medico che si concentra su aspetti specifici della medicina tradizionale cinese, in particolare sulle difficoltà diagnostiche e terapeutiche riscontrate dai medici dell'epoca. Composto da 81 capitoli, il testo offre risposte alle difficoltà e ai dilemmi posti dal Huangdi Neijing, esplorando concetti avanzati come la circolazione del Qi, la teoria dei meridiani e le tecniche di agopuntura. Il Nan Jing è considerato un’opera fondamentale per comprendere il trattamento delle malattie complesse e per affinare le tecniche diagnostiche, in particolare nel campo dell'agopuntura.[114]
- Shānghánlùn (傷寒論) – Trattato sulle Malattie da Freddo, scritto dal medico Zhang Zhongjing, è un'opera fondamentale per la comprensione delle malattie febbrili e delle sue origini, così come dei principi terapeutici legati alle patologie legate ai fattori esterni, come il vento e l'umidità. Il trattato è particolarmente noto per la sua sistematizzazione delle malattie febbrili in sei stadi di sviluppo, descrivendo sintomi e approcci terapeutici specifici per ciascun stadio. Le sue prescrizioni erboristiche sono state utilizzate per secoli nella medicina cinese, e l'opera ha avuto un impatto duraturo sulla farmacologia e sulla diagnosi delle malattie infettive.[115]
- Jīnguì Yàolüè (金匱要略) – Sommario delle Prescrizioni della Camera d’Oro, è un altro lavoro di Zhang Zhongjing, che si concentra principalmente sul trattamento di malattie interne attraverso l'uso di rimedi erboristici e l'analisi approfondita dei disturbi interni del corpo. A differenza del Shang Han Lun, che si concentra principalmente sulle malattie febbrili, il Jinkui Yaolue si occupa di condizioni croniche e di disfunzioni interne come problemi digestivi, respiratori, e ginecologici. È strutturato come una raccolta di casi clinici con analisi delle cause, dei sintomi e dei rimedi specifici, ed è considerato un testo di riferimento per la medicina interna nella tradizione cinese.[116]
- Shénnóng Běncǎo Jīng (神農本草經, "Classico della Materia Medica del Divino Contadino") – Un antico trattato di erboristeria attribuito a Shénnóng, il mitico imperatore contadino. Risalente al I-III secolo d.C., elenca circa 365 erbe, minerali e sostanze medicinali, suddivise in tre categorie: superiori (tonici e adattogeni), medi (per trattamenti a lungo termine) e inferiori (sostanze potenti con effetti collaterali).
- Wushi'er Bingfang (五十二病方, "Le 52 Ricette per le Malattie") – Uno dei più antichi manoscritti medici cinesi, scoperto nei testi di Mawangdui (datato al II secolo a.C.). Contiene una raccolta di prescrizioni per curare 52 diverse malattie, utilizzando principalmente erbe e tecniche tradizionali.
- Yaoxing Lun (藥性論, "Trattato sulle Proprietà delle Erbe Medicinali") – Un'opera scritta nel periodo Tang (VII-IX secolo d.C.) che descrive le proprietà farmacologiche delle erbe secondo la teoria Yin-Yang e i Cinque Elementi, influenzando profondamente la farmacologia cinese e la medicina tradizionale.

## Archeologia

### Testi di Guodian
Nel 1993, nella tomba n. 1 di Guodian, vicino a Jingmen (Hubei), sono stati scoperti oltre 800 frammenti di bambù contenenti testi filosofici risalenti a circa il 300 a.C. Tra questi, vi erano tre gruppi di testi identificati come versioni primitive del Tao Te Ching. I manoscritti di Guodian sono i più antichi esemplari conosciuti di questo classico taoista e presentano differenze significative rispetto alle versioni successive, sia nei contenuti che nella selezione dei capitoli. I testi di Guodian sono scritti su strisce di bambù e non presentano il testo completo del Tao Te Ching, ma solo una selezione di capitoli. Questa selezione sembra enfatizzare una visione più pratica del Dao, meno mistica e cosmologica rispetto alle versioni successive.

### Testi di Mawangdui
Nel 1973, durante gli scavi della tomba n. 3 di Mawangdui, vicino a Changsha (Hunan), sono stati rinvenuti due testi scritti su seta, denominati Mawangdui A e Mawangdui B. Questi manoscritti sono stati datati al 168 a.C., grazie a un registro funerario trovato nella stessa tomba. I testi di Mawangdui presentano il Tao Te Ching con un ordine dei capitoli diverso rispetto alla versione ricevuta: in essi la sezione De precede quella del Dao, mentre nelle versioni più tarde l’ordine è invertito.

### Confucianesimo
- Confucio, Massime di saggezza, a cura di Paolo Santangelo, Newton Compton Editori, 2016, ISBN 978-8854190825.

### Taoismo
- Lao Tzu, Tao Te Ching. Una guida all'inerpretazione del libro fondamentale del taoismo, a cura di Augusto Shantena Sabbadini, 2ª ed., Feltrinelli, 2022, ISBN 978-8807882753.
- Zhuangzi, Chuang Tzu, a cura di Augusto Shantena Sabbadini, Feltrinelli,  p. 414, ISBN 978-8807888977.
- Lie Yukou, Lieh Tzu (Liezi) - Il classico taoista della perfetta virtù del vuoto, traduzione di Augusto Shantena Sabbadini, 3ª ed., Feltrinelli, 2023, ISBN 9788807891519.

### Classici antichi
- Richard Wilhelm, I Ching. Il libro dei mutamenti, traduzione di Bruno Veneziani e A. G. Ferrara, Adelphi, 1995.